# Sêxtia (gente)
Gente Sêxtia (português brasileiro) ou Séxtia (português europeu) (em latim: gens Sextia ; pl. Sextii) era uma família da Roma Antiga do início da era republicana até o período imperial. O membro mais famoso desta gente foi Lúcio Sêxtio Laterano, que, como tribuno da plebe entre 376 e 367 a.C., impediu a eleição anual dos magistrados até a passagem da Lei Licínia Sêxtia, conhecida como "Rogações Licínias". Esta lei, apresentada por Sêxtio e seu colega Caio Licínio Calvo, abriu o consulado aos plebeus. No ano seguinte, ele próprio foi eleito o primeiro cônsul plebeu. Apesar da antiguidade da família, apenas um outro membro conseguiu alcançar a honraria na época republicana. O nome dos sêxtios aparecem com frequência nos fastos consulares da época imperial.

## Origem da gente Sêxtia
O nomen Sextius é um sobrenome patronímico derivado do prenome "Sextus", que significa "sexto", que deve ter pertencido a um ancestral da família. Ele é frequentemente confundido com a gente patrícia Sêstia (Sestia), que possivelmente compartilham um mesmo ancestral; porém, os autores romanos consideravam as duas gentes distintas. A gente plebeia Sextília  (Sextilia) deriva do mesmo prenome.

## Prenomes utilizados pela pela gente Sêxtia
Os Sêxtios utilizavam diversos prenomes, incluindo Marco, Caio, Lúcio, Públio, Quinto e Tito, todos bastante comuns por toda a história de Roma. Há alguns exemplos mais antigos de Sexto, o prenome que deu origem ao nome da gente e, talvez, algum Numério. Alguns dos Sêxtios também foram chamados de Víbio, um prenome utilizado também pelos Sêstios patrícios, sugerindo que as duas famílias tinham uma origem comum.

## Ramos e cognomes
A maioria dos Sêxtios republicanos não tinham sobrenome ou tinham apenas um cognome pessoal e não nomes de família. Entre estes, Báculo, Calvino, Laterano, Nasão, Paconiano e Sabino..

## Membros conhecidos
- Marco Sêxtio, tribuno da plebe em 414 a.C., propôs que uma colônia deveria ser enviada a Bolas[4].
- Marco Sêxtio Sabino, edil plebeu, em 203 a.C., e pretor no ano seguinte, conseguiu a Gália como sua província.[5].
- Sêxtio, questor do cônsul Lúcio Calpúrnio Béstia na Numídia em 111 a.C.[6].
- Públio Sêxtio, pretor designado em 100 a.C., foi acusado de suborno por Tito Júnio e condenado[7].
- Sêxtio, lictor próximo de Verres, na Sicília, e seu carrasco preferido[8].
- Públio Sêxtio Báculo, um primipilo do exército de Júlio César na Gália que se destacou em várias ocasiões por bravura[9].
- Tito Sêxtio, um dos legados de César na Gália, governou depois a província da África em nome do triúnviro até que assumisse Marco Emílio Lépido em 40 a.C.
- Sêxtio Naso, um dos conspiradores contra César em 44 a.C.[10].
- Quinto Sêxtio, conspirou contra Quinto Cássio Longino, governador da Hispânia Ulterior em 48 a.C. Depois que a conspiração foi esmagada, Sêxtio comprou sua vida de Cássio em troca de uma grande quantia de dinheiro[11][12].
- Quinto Sêxtio, um filósofo sêxtio da época de César; suas obras eram admiradas pelo jovem Sêneca[13].
- Sêxtio Níger, um médico sêxtio nos primeiros anos do Império e autor de uma obra farmacológica.
- Sêxtio Paconiano, um dos agentes de Sejano aprisionado depois da queda de seu mestre em 31 d.C. e estrangulado por ter escrito alguns versos contra o imperador[14].
- Sêxtia, esposa de Mamerco Emílio Escauro; o casal se suicidou depois que Escauro foi acusado de majestas (traição) em 34 a.C.[15].
- Tito Sêxtio Africano foi desencorajado por Agripina de se casar com Júnia Silana, a viúva de Caio Sílio; em 62 d.C., realizou o censo nas províncias da Gália[16].
- Sêxtia, sogra de Lúcio Antíscio Veto; foram ambos executados por ordem de Nero em 65[17].
- Tito Sêxtio Cornélio Africano, cônsul em 112 com o imperador Trajano[18].
- Sêxtia, filha de Tito Sêxtio Cornélio Africano, casou-se com Ápio Cláudio Pulcro, cônsul sufecto do século II.

### Sêxtios Lateranos (Sextii Laterani)
- Numério Sêxtio Laterano, avô do tribuno. O prenome "Sêxtio" é incerto. A filiação de seu neto nos Fastos Capitolinos aparece como "Sex. f. N. n. Sex. tin. Lateran". Alguns estudiosos interpretam "Sex. tin." como um cognomen adicional, "Sextino", enquanto outros sugerem que a inscrição deva ser lida como "Sexti n."[19].
- Sexto Sêxtio N. f. Laterano, pai do tribuno.
- Lúcio Sêxtio Sex. f. N. n. Laterano, tribuno da plebe com Caio Licínio Calvo entre 376 e 367 a.C., conseguiu passar a Lei Licínia Sêxtia, abrindo o consulado para a plebe; em 366, tornou-se o primeiro cônsul plebeu[2].
- Tito Sêxtio Mágio Laterano, cônsul em 94.[18].
- Tito Sêxtio Cornélio Africano, cônsul em 114 e filho de Mágio Laterano.
- Tito Sêxtio Laterano, cônsul em 154.[18].
- Tito Sêxtio Magio Laterano cônsul em 197.[20].

### Sêxtio Calvino (Sextii Calvini)
- Caio Sêxtio Calvino, avô do cônsul.
- Caio Sêxtio C. f. Calvino, pai do cônsul.
- Caio Sêxtio C. f. C. n. Calvino, cônsul em 124 e depois administrador da Gália. Conquistou os salúvios e fundou a colônia de Águas Sêxtias[21][22][23].
- Caio Sêxtio Calvino, orador e amigo de Caio Júlio César Estrabão; tinha apenas um olho[24][25].